# Bertus Aafjes
Lambertus Jacobus Johannes (Bertus) Aafjes (Amsterdam, 12 mei 1914 – Swolgen, 22 april 1993) was een Nederlands schrijver en dichter. Hij publiceerde ook onder het pseudoniem 'Jan Oranje' en `Sick Sack'.

## Biografie
Bertus Aafjes begon eerst aan een priesteropleiding (aan het College der Kruisheren te Uden, aan het Klein Seminarie Heemstede en aan het Philosophicum te Warmond), maakte een voetreis van een jaar naar Rome, studeerde daarna een tijdje archeologie aan de Universiteit van Leuven en aan het Pauselijk Instituut voor Christelijke Archaeologie in Rome, vestigde zich als kasteelheer in Hoensbroek - de staatsmijnen stelden een deel van het kasteel ter beschikking - en wijdde zich daarna aan literair en journalistiek werk. Hij debuteerde in 1940 als dichter met Het gevecht met de muze en schreef in 1942 het prozaïsche Een laars vol rozen. In 1947 maakte hij met een circus een reis naar Egypte. Hij maakte deel uit van de redactie van de literaire tijdschriften Criterium en Ad Interim, was een van de oprichters van het blad Klondyke en verleende zijn medewerking aan talrijke tijdschriften.
In 1946 schreef hij Een voetreis naar Rome, een romantisch-poëtisch reisverslag, waarmee hij nationale bekendheid verwierf. In 1953 verscheen De karavaan, voorlopig zijn laatste dichtbundel, nadat hij zich negatief had uitgelaten over de Vijftigers. Hierna legde hij zich toe op reisbeschrijvingen, voornamelijk van het Middellandse Zeegebied. Onder andere schreef hij Capriccio Italiano, een autobiografisch verslag geschreven tijdens zijn korte archeologische studie in Rome, en Goden en eilanden. Hierin wordt een reis door Griekenland beschreven aan de hand van Homerus' Odyssee, dat hij in 1964 vertaalde.
Bekend zijn ook zijn in Japan spelende Rechter Ooka-romans, waaronder het Boekenweekgeschenk van 1973, Een lampion voor een blinde. Hiermee introduceerde Aafjes de haiku in het Nederlandse taalgebied.
In 1980 verscheen toch nog een dichtbundel van zijn hand Deus sive natura, met erotische poëzie. Deze werd vernietigend gerecenseerd door Gerrit Komrij.

## Rel Elsevier
In opdracht van het Elseviers Weekblad zou Aafjes in de zomer van 1953 zes artikelen aan de Vijftigers wijden, drie tegen en drie vóór deze groep experimentele dichters. Zover kwam het echter niet. Elsevier stopte de reeks nadat de eerste drie kritische artikelen een storm van protest hadden losgemaakt. Aafjes koos dan ook voor een ongekend harde toon, en zijn zin: "Lees ik Luceberts poëzie, dan heb ik het gevoel dat de SS de poëzie is binnengemarcheerd", werd berucht. Veel lezers van het rechtse blad steunden Aafjes in zijn kritiek op de Vijftigers, maar vrijwel al zijn collega's en bekenden uit de literaire wereld vielen over hem heen. De Elsevier-artikelen leidden ertoe dat Aafjes alleen kwam te staan in de literatuur en luidden ook het einde van zijn eigen dichterschap in.
Naast de uitgave in Elsevier werden in 1953 de drie essays ook verspreid in de oktober uitgave (nr. 86) van het gratis tijdschrift Het model voor den uitgever. 
Later in zijn leven zou Aafjes toegeven dat hij zich enorm vergist had en dat zijn afkeer van de Vijftigers al kort na het verschijnen van de gewraakte artikelen was omgeslagen in bewondering. In een brief uit 1983 bood Aafjes zelfs zijn excuses aan Lucebert aan, een van de dichters die hij in 1953 hard had aangevallen. "Achteraf is deze aanval voor mij volkomen onbegrijpelijk. De goden hebben mij toen kennelijk met blindheid geslagen," schreef hij. En over de persoonlijke consequenties van de artikelen: "Ik heb overigens, door deze onbegrijpelijke escalade, mijzelf duizendmaal meer geschaad dan degenen die ik aanviel. Ik verloor vele vrienden in de literatuur en was niet meer in de gelegenheid er nieuwe te maken."
Lucebert reageerde dat hij nooit wrok had gekoesterd tegen Aafjes en dat het jammer was dat ze elkaar nooit ontmoet hadden. Dan had de "roestige nutteloze strijdbijl" meteen begraven kunnen worden. "Dat helaas in zgn. literaire kringen pietluttigheid nauw grenst aan barbaarsheid heb ik uw brief begrepen en wel door een onthutsend feit; dat 'vrienden in de literatuur' u gingen mijden om wat ik allengs zag als een ondichterlijke faux pas, of noemen we het verblinding, van een begenadigd dichter." Toch zat Bertus Aafjes er met zijn Lees ik.... niet zo heel ver naast: Lucebert sympathiseerde in zijn jeugd met de nazi's en hun antisemitisme, ook collaboreerde Lucebert met de Duitse bezetter door op vrijwillige basis te gaan werken in de Duitse wapenindustrie.

## Prijzen
- 1953 - Tollensprijs voor zijn hele oeuvre
- 1960 - ANWB-prijs voor De wereld is een wonder
- 1962 - Burgemeester van Grunsven-prijs voor zijn hele oeuvre
- 1989 - Cestoda-prijs